# Giáo dục y khoa
Giáo dục y khoa (tiếng Anh: Medical education) là một ngành giáo dục liên quan đến hành nghề y, tức là đào tạo ban đầu để trở thành một bác sĩ (trong trường y khoa vàtrường y nội trú), hoặc đào tạo thêm sau đó (nội trú và thực tập).